# Wiebke Walther

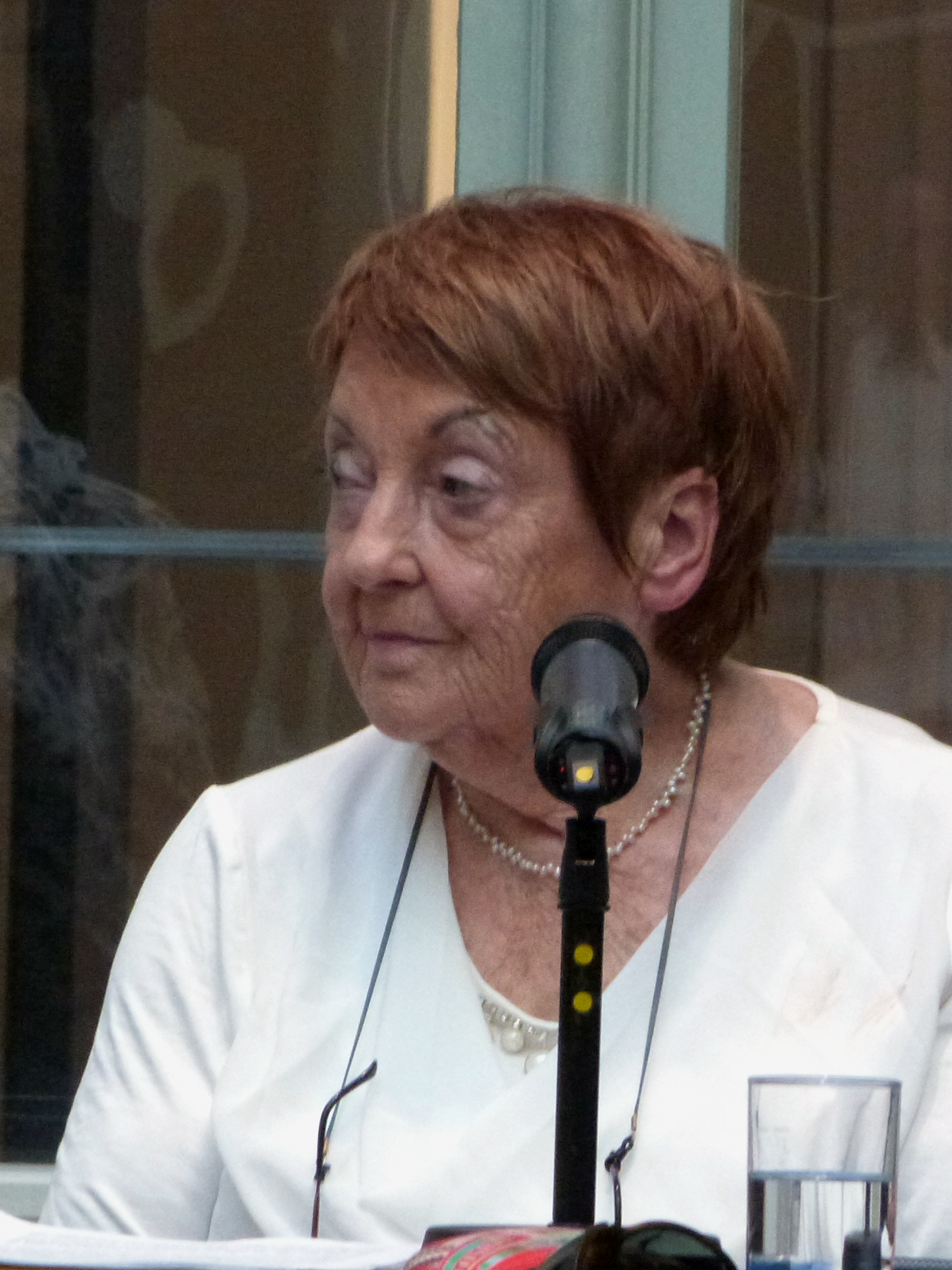
Wiebke Walther beim Erlanger Poetenfest 2016

Wiebke Walther (* 3. August 1935 in Königsberg; † 9. April 2023 in Tübingen) war eine deutsche Arabistin, Islamwissenschaftlerin und Hochschullehrerin.

## Wirken
Wiebke Walther (geboren als Wibeke Margarethe Ute Herrmann) wurde am 3. August 1935 als älteste Tochter des Bibliothekars Dr. Wolfgang Herrmann und der Bibliothekarin Ingeborg Herrmann, geborene Wedler, in Königsberg (Ostpreußen) geboren. Nach der Flucht der Familie aus Ostpreußen besuchte sie in Mühlhausen (Thüringen) die Erweiterte Oberschule und legte dort 1953 das Abitur ab. Danach studierte sie bis 1957 Orientalistik (mit Schwerpunkt Islamwissenschaft und Arabistik) an der Universität Halle/S und promovierte dort 1966. Von 1957 bis 1968 war sie als wissenschaftliche Assistentin am Orientalistischen Seminar der dortigen Universität tätig, anschließend bis 1988 als Lektorin am Institut für Arabistik ebd. Im Jahre 1980 habilitierte sie sich an der Humboldt-Universität in Berlin. Als Hochschullehrerin war sie an den Universitäten in Halle/S. und Leipzig tätig. 1988 blieb sie nach der Verleihung des Friedrich-Rückert-Preises der Stadt Schweinfurt in der Bundesrepublik Deutschland. Von 1989 bis 1996 übernahm sie Lehraufträge und Professurvertretungen an den Universitäten in Bamberg, Würzburg, Berlin, Frankfurt/M., Saarbrücken und Erlangen. Von 1994 bis 2002 war sie an der Abteilung für Orient- und Islamwissenschaft der Eberhard Karls Universität Tübingen tätig, zunächst als Privatdozentin, ab 1999 als außerplanmäßige Professorin.
Für das Jahr 1989 wurde ihr der Friedrich-Rückert-Preis der Stadt Schweinfurt zuerkannt.
Wiebke Walther starb am 9. April 2023 nach kurzer schwerer Krankheit in Tübingen und wurde auf dem Hauptfriedhof in Gotha (Thüringen) beigesetzt.
In ihren zahlreichen Veröffentlichungen beschäftigte sich Wiebe Walther vor allem mit der Rolle der Frau im Islam und mit der arabischen Literatur. Zudem übersetzte sie zahlreiche Werke der arabischen Literatur (z. B. Bücher des ägyptischen Schriftstellers Nagib Mahfuz) in die deutsche Sprache.

## Schriften (Auswahl)
- Untersuchungen zu vor- und frühislamischen arabischen Personennamen. Dissertation Universität Halle/S. 1966.
- Die Frau im Islam. Kohlhammer, Stuttgart 1980, ISBN 3-17-005821-5 (Habilitationsschrift an der Humboldt-Universität Berlin) (3. Aufl. Ed. Leipzig 1997, ISBN  3-361-00470-5; engl. Übersetzung: Women in Islam from medieval to modern times. Wiener, Princeton 2006, ISBN 1-55876-053-9).
- Tausendundeine Nacht. Eine Einführung. Artemis-Verlag, München 1987, ISBN 3-7608-1331-3.
- Abendländisches im Morgenland. Vom Werden und Wesen arabischer Literaturen (= Rückert zu Ehren, H. 3). Harrassowitz, Wiesbaden 1990, ISBN 3-447-03044-5.
- Die Frau im Islam. In: Munir D. Ahmed (Hrsg.): Der Islam. Bd. 3: Islamische Kultur, zeitgenössische Strömungen, Volksfrömmigkeit (= Die Religionen der Menschheit, Bd. 25,3). Kohlhammer, Stuttgart 1990, S. 388–414, ISBN 3-17-010061-0.
- Frau und Literatur in der arabischen Welt. In: Angelika Hartmann (Hrsg.): Angewandte interdisziplinäre Orientforschung. Stand und Perspektiven im westlichen und östlichen Deutschland. Deutsches Orient-Institut, Hamburg 1991, S. 114–120, ISBN 3-89173-020-9.
- Die Frau im Islam heute. In: Werner Ende (Hrsg.): Der Islam in der Gegenwart. 4. Aufl. Beck, München 1996, S. 604–629, ISBN 3-406-39951-7.
- „Orientwissenschaft in der DDR. Zwischen Dogma und Anpassung“. Anmerkungen zu einer Hamburger Dissertation, auch Erinnerungen einer Betroffenen. In: Der Islam. Zeitschrift für Geschichte und Kultur des islamischen Orients, Bd. 74 (1997), S. 107–136.
- Biblische Stoffe und Gestalten. Irakische Dichter muslimischer Provenienz im 20. Jahrhundert. In: Edith-Stein-Jahrbuch, Bd. 7 (2001), S. 264–283.
- Die Stellung der Frau im Islam. Frauen, Sexualität, Ehe und Familie in der islamischen Welt; das Kopftuch als Symbol. In: Bürger & Staat, Bd. 51 (2001), S. 212–220.
- Kleine Geschichte der arabischen Literatur. Von der vorislamischen Zeit bis zur Gegenwart. Beck, München 2004, ISBN 3-406-52243-2.
- Komik als Kontrast. Schwänke, Ränke und Rollenspiele in der schiitisch-irakischen Stadtkultur zwischen 1890 und 1950. In: Thomas Bauer (Hrsg.): Alltagsleben und materielle Kultur in der arabischen Sprache und Literatur. Festschrift für Heinz Grotzfeld zum 70. Geburtstag (= Abhandlungen für die Kunde des Morgenlandes, Bd. 55,1). Harrassowitz, Wiesbaden 2005, S. 357–380, ISBN 3-447-05009-8.
- „Schutzbefohlene“. Juden und Christen in den islamischen Gesellschaften des Vorderen Orients und im Spiegel der islamisch-arabischen Literatur. In: Jahrbuch der Rückert-Gesellschaft e.V., Jg. 17 (2006/2007), S. 15–57.
- „The Memoirs of a Babylonian Princess“ (1844). Das früheste Werk moderner irakischer Frauenliteratur. Verfaßt von einer abenteuernden Hochstaplerin? In: Otto Jastrow (Hrsg.): Studien zur Semistik und Arabistik. Festschrift für Hartmut Bobzin zum 60. Geburtstag. Harrassowitz, Wiesbaden 2008, S. 431–471, ISBN 3-447-05695-9.
- Erleichterung durch Poesie? Irakische Dichtung kurz vor und nach dem Ende des ersten Golfkriegs. In: Shabo Talay (Hrsg.): Arabische Welt. Grammatik, Dichtung und Dialekte. Beiträge einer Tagung in Erlangen zu Ehren von Wolfdietrich Fischer. Reichert, Wiesbaden 2010, S. 207–224, ISBN 978-3-89500-719-4.
- Humor- und phantasievolle Rhetorik in Alltagsquerelen. Briefkultur in der schiitisch-irakischen Stadt Ḥilla um 1870. In: Ulrich Marzolph (Hrsg.): Orientalische Studien zu Sprache und Kultur. Festgabe zum 65. Geburtstag von Werner Diem. Harrassowitz, Wiesbaden 2011, S. 469–486.
- Between Heroism, Hesitancy, Resignation and New Hope. The Iran-Iraq War 1980–1988 in Iraqi Poetry. In: Stephan Milich (Hrsg.): Conflicting narratives.  war, trauma and memory in Iraqi culture (= Literaturen im Kontext, Bd. 35). Reichert, Wiesbaden 2012, S. 75–107, ISBN 3-89500-806-0.